# Charles Vernon
Charles Vernon é um músico norte-americano. Atual trombonista baixo da Orquestra Sinfônica de Chicago, posição que ocupa desde 1986. Antes disso esteve na Baltimore Symphony (1971-1980), na San Francisco Symphony (1980-1981) e Philadelphia Orchestra (1981-1986)
Nativo de Asheville, Carolina do Norte, Charles Vernon participou do Brevard College e da Georgia State University, Seus professores incluem William Hill e Gail Wilson, e teve como mentores Edward Kleinhammer e Arnald Jacobs da Chicago Symphony Orchestra.
Lecionou em faculdades como a Catholic University e o Brevard Music Center. Atualmente ensina no Philadelphia College of Performing Arts e o Curtis Institute of Music. Vernon é um artista da Associação Internacional de Trombone.